# Jean-Luc Rougé
Jean-Luc Rougé (ur. 30 maja 1949 w Clichy) – francuski judoka. Dwukrotny olimpijczyk. Zajął piąte i dziesiąte miejsce w Montrealu 1976 i siódme w Moskwie 1980. Walczył w wadze półciężkiej i kategorii open.
Mistrz świata w 1975; drugi i trzeci w 1979; piąty w 1969 i 1973. Zdobył czternaście medali na mistrzostwach Europy w latach 1969 – 1980, w tym siedem w zawodach drużynowych. Triumfator igrzysk śródziemnomorskich w 1979. Wygrał wojskowe MŚ w 1971 roku.

## Letnie Igrzyska Olimpijskie 1976
| Konkurencja | Eliminacje             | Eliminacje    | Eliminacje            | Repasaże             | Finały                     | Klas. końcowa |
| Konkurencja | Przeciwnik I           | Przeciwnik II | 1/4                   | Przeciwnik I         | o 3 miejsce                | Miejsce       |
| ----------- | ---------------------- | ------------- | --------------------- | -------------------- | -------------------------- | ------------- |
| Open        | Waldemar Zausz (POL) Z | Wolny los Z   | Haruki Uemura (JPN) P | Pak Jong-gil (PRK) Z | Szota Czocziszwili (URS) P | 5.            |

| Konkurencja | Eliminacje             | Eliminacje             | Eliminacje              | Klas. końcowa |
| Konkurencja | Przeciwnik I           | Przeciwnik II          | 1/4                     | Miejsce       |
| ----------- | ---------------------- | ---------------------- | ----------------------- | ------------- |
| 93 kg       | José Cornavaca (NCA) Z | Carlos Pacheco (BRA) Z | David Starbrook (GBR) P | 10.           |

## Letnie Igrzyska Olimpijskie 1980
| Konkurencja | Eliminacje         | Eliminacje                  | Repasaże               | Klas. końcowa |
| Konkurencja | Przeciwnik I       | Przeciwnik II               | Przeciwnik I           | Miejsce       |
| ----------- | ------------------ | --------------------------- | ---------------------- | ------------- |
| 95 kg       | Luiz Moura (BRA) Z | Robert Van de Walle (BEL) P | István Szepesi (HUN) P | 7.            |